# Nagy Lajos (lelkész, 1843–1908)
Nagy Lajos (Hencida, 1843. november 1. – Konyár, 1908. március 22.) református lelkész. 

## Élete
Hencidán született, ahol atyja Nagy István leánytanító, édesanyja Mészáros Juliánna volt. Szülei a gimnáziumi tanfolyamra 1855 őszén Debrecenbe vitték, ahol szegénysége miatt mint szolgatanuló sok sanyarúság közt, de jó eredménnyel végezte tanulását. A hittanszakon kedvezőbbre fordult helyzete, mert a Bárczay fiút mint nevelő a gimnáziumi tanfolyamra előkészítette. 1867-ben végezte a teológiát; ekkor esküdt felügyelő és köztanító lett a főiskolában. 1868-ban a lelkészi vizsgát letette és Hajdúböszörménybe ment segédlelkésznek. 
1869. májusban Tiszaroffra költözött az öreg lelkész mellé és egyszersmind nevelő volt két úri családnál évi 450 forint fizetéssel. Roffon azonban csak három hónapot töltött, mert 1869. július 25-én Mikepércs megválasztotta rendes lelkésznek. A német nyelvet elsajátítván, a német irodalmat tanulmányozta és ebből három ízben felolvasást is tartott. Az általa gyűjtött pénzből 1874-ben a templomtért szép kertté alakította. Megvetette alapját a takarékmagtárnak és ennek számára magtári épületet és vele egy fedél alatt egyházi tanácstermet, 1877-ben pedig négy ezer forint költséggel díszes leányiskolát emelt. A téli évszakban bibliai magyarázatot tart hetenként egyszer a köznapi isteni tisztelet alkalmával, egyszersmind beszélgetési és felolvasási estéket hetenként kétszer a gyűlésteremben. Gyülekezete családjairól «Családkönyvet» készített, úgy hogy bármelyikről azonnal biztos tudomást szerezhet a lelkész. 1893-ban konyári lelkész lett, egyszersmind egyházmegyei tanácsbíró.
Cikkei a Protestáns Egyházi és Iskolai Figyelmezőben (1874. a Protestáns Egylet ellen irányuló cikk, 1875. A középtanodai törvényjavaslat); az Evangélikus Protestáns Lap (1874-1875. zikkek, könyvismertetések m. p. és N. L. jegyek alatt); írt még cikkeket és költeményeket az Evangyéliomi Protestáns Lapba (1875), a Debreczenbe (1893), a Téli Ujságba (1899), a Debreczeni Protest. Lapba sat.

## Munkái
- A polgári házasság ismertetése az értelmes magyar nép számára. Irta egy ref. lelkész. Debreczen, 1875. (2. átdolg. kiadás. Bpest, 1894.).
- Magyar reform. vallásu prezsbyterek könyve, melyben röviden és lehetőleg népszerűen előadatnak mindazon vallásra s egyházra vonatkozó ismeretek, a melyekkel a prezsbytereknek birniok kell. Több rendbeli kútforrások után. Debreczen, 1880. (Egy év alatt majdnem 2000 példány kelt el belőle. 2. jav. kiadás. Debreczen, 1883)
- Vázlatok közönséges ünnepi és alkalmi egyházi beszédekhez. Segédkönyv reform. lelkészek számára. Debreczen, 1880. (Ism. Prot. Egyh. és Iskolai Lap 1881. 13., 16. sz.)
- Eskető lelkész. A magyarországi protestánsok házassági ügyeire vonatkozó egyházjogtani ismeretek s az eskető lelkész teendőit meghatározó országos törvények, kormányrendeletek s egyházi rendszabályok rövid kivonata. Magyar protestáns lelkészek használatára. Debreczen, 1883. (2. jav. és bőv. kiadás. Miskolcz, 1890. Ism. Prot. Egyh. és Isk. Lap 1883)